# Kalvarienbergkirche Wels

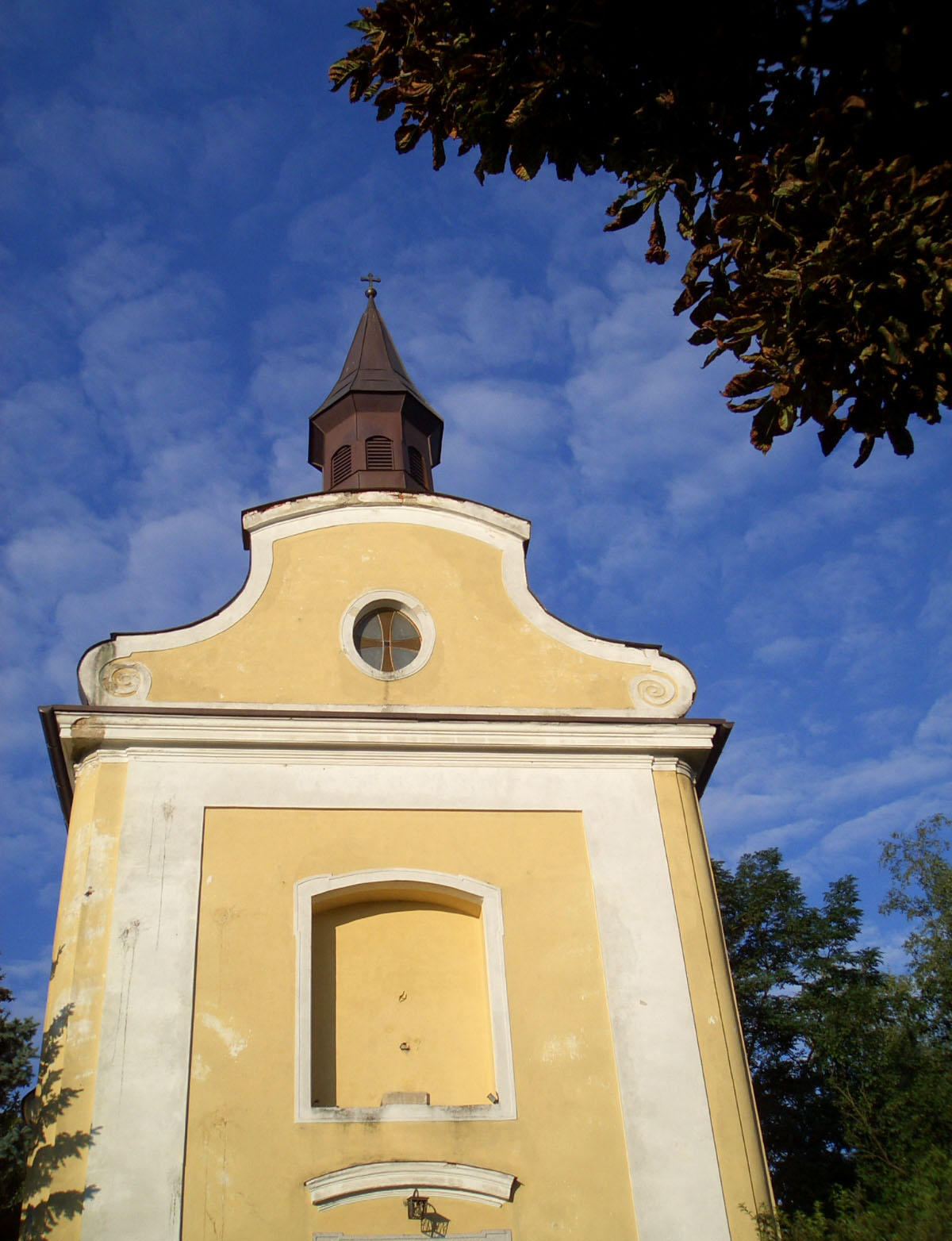
Kalvarienbergkirche Wels

Die römisch-katholische Kalvarienbergkirche Wels steht in der Kalvarienberggasse in der Stadt Wels in Oberösterreich. Sie ist Filialkirche der Stadtpfarre Wels im Dekanat Wels in der Diözese Linz. Das Bauwerk steht unter Denkmalschutz (Listeneintrag).

## Geschichte
In den Jahren 1715/16 wurde die barocke Kalvarienbergkirche nach Plänen des Linzer Baumeisters Johann Michael Prunner vom Welser Wolfgang Grinzenberger aus Dankbarkeit über die abgewendete Große Pest errichtet. Als Fundament diente ein aufgeschütteter Hügel über einen einstigen Römerwall. Von 1977 bis 1981 wurde die Kirche umfassend renoviert. 